# ورزش برخوردی
ورزش برخوردی (به انگلیسی: Contact sport) گروهی از ورزش‌ها است که بر برخورد فیزیکی بازیکنان تأکید دارند یا به آن نیاز دارند. ورزش‌های رزمی گونه‌ای از این ورزش‌ها می‌باشد.